# Liste der Kulturgüter in Stocken-Höfen
Die Liste der Kulturgüter in Stocken-Höfen enthält alle Objekte in der Gemeinde Stocken-Höfen im Kanton Bern, die gemäss der Haager Konvention zum Schutz von Kulturgut bei bewaffneten Konflikten, dem Bundesgesetz vom 20. Juni 2014 über den Schutz der Kulturgüter bei bewaffneten Konflikten sowie der Verordnung vom 29. Oktober 2014 über den Schutz der Kulturgüter bei bewaffneten Konflikten unter Schutz stehen.
Objekte der Kategorie A sind im Gemeindegebiet nicht ausgewiesen, Objekte der Kategorie B sind vollständig in der Liste enthalten, Objekte der Kategorie C fehlen zurzeit (Stand: 14. April 2024). Unter übrige Baudenkmäler sind geschützte Objekte zu finden, die im Bauinventar des Kantons Bern als «schützenswert» verzeichnet sind.

## Kulturgüter
| Foto |                                                             | Objekt                                             | Kat. | Typ | Standort                                      | Beschreibung |
| ---- | ----------------------------------------------------------- | -------------------------------------------------- | ---- | --- | --------------------------------------------- | --- |
| ja   | Datei hochladen · Wikidata zu Burgruine Jagdburg (Q2175322) | Mittelalterliche Burgruine Jagdburg KGS-Nr.: 00944 | B    | G   | Höfen bei Thun, Jagdburg N.N. 610780 / 173750 | Überreste einer im 12. Jahrhundert erbauten und im Jahr 1642 verlassenen Höhenburg auf einer bewaldeten Hügelrippe über dem Stockental. Teilweise erhalten geblieben ist der Bergfried mit mehrgeschossigen Aussenmauern auf quadratischem Grundriss und die Fundamente des Palas. |

## Übrige Baudenkmäler
Hinweis: Anstelle der KGS-Nummer wird als Objekt-Identifikator (ID) die Grundstücksnummer verwendet.
| ID       | Foto |                 | Objekt                          | Typ | Standort                                            | Beschreibung |
| -------- | ---- | --------------- | ------------------------------- | --- | --------------------------------------------------- | ------------ |
| 2        | BW   | Datei hochladen | Schulhaus (1870)                | G   | Niederstocken, Dörfliweg 12 610342 / 173244         |              |
| 26       | BW   | Datei hochladen | Bauernhaus (um 1700)            | G   | Niederstocken, Stockentalstrasse 54 610239 / 173365 |              |
| 27       | BW   | Datei hochladen | Bäuerliches Wohnhaus (1711)     | G   | Oberstocken, Dorf 11 608907 / 174045                |              |
| 66       | BW   | Datei hochladen | Bauernhaus (1837)               | G   | Niederstocken, Zelg 3 610180 / 173701               |              |
| 81       | BW   | Datei hochladen | Bauernhaus (4. Viertel 18. Jh.) | G   | Oberstocken, Hausmatte 1 608768 / 174043            |              |
| 90       | BW   | Datei hochladen | Bauernhaus (17.–19. Jh.)        | G   | Niederstocken, Stockentalstrasse 32 610387 / 173059 |              |
| 109; 110 | BW   | Datei hochladen | Ehemaliges Bauernhaus (1685)    | G   | Oberstocken, Hübeli 2, 4 608985 / 174015            |              |
| 112      | BW   | Datei hochladen | Bauernhaus (Mitte 18. Jh.)      | G   | Niederstocken, Bachweg 4 609734 / 173353            |              |
| 132      | BW   | Datei hochladen | Bauernhaus (frühes 19. Jh.)     | G   | Niederstocken, Dörfliweg 15 610384 / 173248         |              |
| 145      | BW   | Datei hochladen | Bäuerliches Wohnhaus (1752)     | G   | Oberstocken, Stockentalstrasse 66 609657 / 173677   |              |
| 170      | BW   | Datei hochladen | Wohnhaus (1599)                 | G   | Oberstocken, Hausmatte 2 608781 / 174011            |              |
| 196      | BW   | Datei hochladen | Ofenhaus (1827)                 | G   | Niederstocken, Dörfliweg 24 610463 / 173223         |              |
| 230      | BW   | Datei hochladen | Bauernhaus (1750)               | G   | Oberstocken, Stockentalstrasse 72 609502 / 173720   |              |
| 275      | BW   | Datei hochladen | Ehemaliges Bauernhaus (1675)    | G   | Niederstocken, Stockentalstrasse 35 610328 / 173083 |              |
| 501      | BW   | Datei hochladen | Wohnhaus (Ende 18. Jh.)         | G   | Höfen bei Thun, Unteregg 2 610472 / 174378          |              |
| 651      | BW   | Datei hochladen | Bauernhaus (1792)               | G   | Höfen bei Thun, Burg 9 611115 / 173785              |              |
| 651      | BW   | Datei hochladen | Speicher (1788)                 | G   | Höfen bei Thun, Burg 9a 611135 / 173803             |              |
| 761      | BW   | Datei hochladen | Bauernhaus (1768)               | G   | Höfen bei Thun, Rain 6 609319 / 174119              |              |
| 790      | BW   | Datei hochladen | Bauernhaus (1782)               | G   | Höfen bei Thun, Gländstrasse 22 609392 / 175025     |              |
| 849      | BW   | Datei hochladen | Bauernhaus (1819)               | G   | Höfen bei Thun, Gländstrasse 18 609356 / 174974     |              |